# Sauce bâtarde
Pour les articles homonymes, voir Bâtard.
 (mai 2025).
La sauce bâtarde est une variation de la sauce béchamel, qui accompagne le poisson,.
Elle est composée de sauce béchamel additionnée de beurre, de jaunes d'œuf et de citron.
Selon Hervé This, il existe plusieurs versions de cette sauce.